# She Will Punish Them
She Will Punish Them — компьютерная игра в жанре эротического RPG разработанная и изданная L2 Game Studio. Релиз игры в раннем доступе состоялся 29 апреля 2020 года.

## Игровой процесс
She Will Punish Them — видеоигра в жанре эротического RPG. После входа в игру начинается процесс кастомизации персонажа игры, с множеством параметров, таких как:выбор педикюра, размер груди, размер ягодиц, нос, рот, лицо и т.д.. После создания своего собственного суккуба игра выдаёт стандартный набор вещей, состоящий из нижнего белья, носков и т.д.. Игрок попадает на множество арен которые необходимо зачистить, за зачистку он получает монеты которые можно потратить либо на покупку жилья, либо на броню, либо на покупку каких-либо ещё предметов.

## Сюжет
Дочь короля демонов должна занять его трон, однако братья и сестры не согласны с этим. Они обманули её и заперли в башне боли. Теперь дочь должна выбраться наружу, сразившись с демоническими охранниками и стражниками.

## Разработка и выпуск
18 января 2020 года, студия L2 Game Studio (известная по Beauty And Violence: Valkyries) анонсировала She Will Punish Them. В апреле разработчики поделились с игроками новой датой выпуска игры в раннем доступе, а также скриншотами. 25 апреля того же года на своём YouTube канале поделились геймплейным роликом, а также объявили о выпуске игры 29 апреля 2020 года. На следующий день разработчики поделились скриншотами геймплея игры, а также интерфейсом кастомизации персонажей. 28 апреля был выпущен ещё один геймплейный ролик. За несколько часов до выпуска игры в раннем доступе разработчики поделились информацией по кастомизации, геймплею и новых локациях. 29 апреля состоялся релиз игры в раннем доступе. В тот же день разработчики поделились планом по развитию проекта, добавлении новых врагов, нового босса, новое оружие, новые уровни, новые наряды, новые режимы, улучшить редактор создания персонажа, добавить достижения, добавить поддержку модов и многое другое. 1 мая объявили что игра пробудет в раннем доступе чуть больше одного года. С конца августа игру перестали обновлять, в конце октября 2020 разработчики поделились новостями, причина таких задержек с обновлениями стало то, что компания обанкротились из-за пандемии COVID-19 и начала карантина и перестала сотрудничать с издателем, однако вскоре была собрана новая команда, чтобы закончить проект полностью. После долго затишья с июля 2022 года, разработчики She Will Punish Them наконец-то выпустили новое крупное обновление для игры и объявили о том, что с функциональной точки зрения проект уже закончен.

## Отзывы критиков
Кирилл Волошин из StopGame обозревая раннюю версию игры отметил что желает игре развития и в плане «нормального слэшера с полуголой демонессой» и «симулятор одевания манекена в нижнее бельё и бронелифчики».
Мири Тейшейра из The Indie Game Website отметила что игра настолько «плоха» что даже «хороша».
Крис Андерсон из Bagogames высоко оценил кастомизацию персонажей и персонажей, которых можно в ней создать, однако отметил что в игре нет «никакого повествования» а также имеются технические проблемы.